# Armenisch-deutsche Beziehungen

Matthias Kiesler – Von 2015 bis 2019 Deutscher Botschafter in Armenien

Als Armenisch-deutsche Beziehungen werden in diesem Artikel Beziehungen und Kooperationen zwischen der Bundesrepublik Deutschland samt seiner Vorgängerstaaten und der DDR mit einem unabhängigen Staat Armenien behandelt. Dieser bestand erstmals ab 1918 mit der Demokratischen Republik Armenien und existiert erneut seit der Unabhängigkeit Armeniens von der Sowjetunion im Jahr 1991. Es besteht eine Armenische Botschaft in Berlin und eine Deutsche Botschaft in Jerewan.

## Allgemeine Beziehungen
Auch wenn eine Anerkennung des Völkermords an den Armeniern erst 2016 offiziell durch Deutschland erfolgte, entwickelten sich die Beziehungen zwischen beiden Ländern insgesamt positiv. Dabei lebt nur eine vergleichsweise kleine Zahl von Armeniern in Deutschland.
Ein wesentliches Ziel zur Verbesserung der Zusammenarbeit zwischen der Europäischen Union und Armenien, wie auch insbesondere zwischen Deutschland und Armenien, ist die Umsetzung des sogenannten Umfassenden und Erweiterten Partnerschaftsabkommens (CEPA). Es wurde von deutscher Seite am 5. April 2019 im Bundestag ohne Gegenstimmen ratifiziert. Bis 2021 erfolgende Abstimmungen in allen anderen EU-Ländern erbrachten ebenfalls ein positives Ergebnis für das Abkommen, sodass es im selben Jahr in Kraft trat. CEPA soll die wirtschaftliche und politische Zusammenarbeit zwischen EU und Armenien stärken. Dabei sollen Rahmenbedingungen für den politischen Dialog verbessert und auch in den Bereichen Handel, Freiheit, Sicherheit und Recht die Zusammenarbeit verbessert werden.
Armenische Soldaten waren an die deutschen Truppen zum Zweck des bis 2021 verfolgten Bemühens einer Stabilisierung Afghanistans angeschlossen. Die armenische Division war dabei zum Schutz des Koalitionsflughafens in Kundus eingesetzt. Außerdem fand in diesem Zusammenhang eine Fortbildung bzw. Einsatzvorbereitung von armenischen Soldaten in Deutschland statt.

## Wissenschaftliche Beziehungen
Am 6. September 1998 wurde als Teil der Stiftung Leucorea ein MESROP Zentrum für armenische Studien gegründet, das seit 2006 eine Arbeitsstelle der Universität Halle-Wittenberg bildet, die MESROP Arbeitsstelle für Armenische Studien. Die Arbeitsstelle ist nach Mesrop Maschtoz benannt und bietet deutschlandweit den einzigen Studiengang in der Armenologie an. Die Arbeitsstelle wird (Stand 2019) von der Professorin Armenuhi Drost-Abgarjan geleitet, die selbst aus Armenien stammt. Zu seinen Aufgaben zählt die Arbeitsstelle u. a. "die Stärkung der Armenologie in Deutschland, die interdisziplinäre Erforschung der armenischen Kultur und Geschichte in internationaler und ökumenischer Zusammenarbeit, die Vorstellung der armenischen Kultur für die breite deutsche Öffentlichkeit, die Vernetzung der armenologischen Forschung im deutschsprachigen Raum, den Austausch zwischen deutschen und armenischen Wissenschaftlern und Studenten sowie die Betreuung von Stipendiaten des Kultusministeriums des Landes Sachsen-Anhalt im Rahmen des Sonderstipendiums für Studenten und wissenschaftlichen Nachwuchs aus der Republik Armenien, die Herausgabe eines mehrbändigen deutschsprachigen "Grundkurses" der armenischen Kultur, die Übersetzung armenischer Textquellen ins Deutsche, die Publikation der von MESROP veranstalteten Tagungs- und Projektergebnisse, den Aufbau einer armenischen Bibliothek, sowie die Einrichtung von Sommerakademien zur armenischen Sprache, Kultur und Wissenschaft."

## Deutschlands Anerkennung des Völkermords an den Armeniern
Dem deutschen Diktator Adolf Hitler wird das Zitat „Wer erinnert sich noch an die (Auslöschung der) Armenier?“ nachgesagt, womit dieser den von ihm initiierten Völkermord gerechtfertigt und Hoffnung auf internationale Gleichgültigkeit geäußert haben soll.
Während des Kalten Krieges wurde u. a. aus Rücksicht auf die Beziehungen zum NATO-Mitglied Türkei für eine Anerkennung des Völkermords an den Armeniern von westlichen Staaten kein Druck auf die Türkei ausgeübt und eine offizielle Anerkennung seitens dieser Staaten blieb zunächst aus. Deutschland machte im Jahr 2005 unter der von Gerhard Schröder geführten sozialdemokratisch-grünen Regierung erste Schritte, um den Völkermord im Osmanischen Reich anzuerkennen. Während die Türkei als Rechtsnachfolger des Osmanischen Reiches dazu aufgerufen wurde, zu ihrer „historischen Verantwortung“ zu stehen, vermied die deutsche Regierung allerdings noch das Wort „Völkermord“.
Im Mai 2016 brachten die CDU, SPD und Bündnis 90/Die Grünen gemeinsam einen Antrag in den Bundestag ein, den Völkermord durch Deutschland offiziell anzuerkennen. Diese Erklärung wurde am 2. Juni 2016 fast einstimmig (mit nur einer Gegenstimme und bei einer Enthaltung) beschlossen. Im Bundestagsbeschluss heißt es unter anderem: „Der Deutsche Bundestag verneigt sich vor den Opfern der Vertreibungen und Massaker an den Armeniern und anderen christlichen Minderheiten des Osmanischen Reiches, die vor über hundert Jahren ihren Anfang nahmen. Er beklagt die Taten der damaligen jungtürkischen Regierung, die zur fast vollständigen Vernichtung der Armenier im Osmanischen Reich geführt haben. Ebenso waren Angehörige anderer christlicher Volksgruppen, insbesondere aramäisch-assyrische und chaldäische Christen von Deportationen und Massakern betroffen.“